# Der Kreidekreis
Der Kreidekreis (en alemany El cercle de guix), op. 21, és una òpera en tres actes d'Alexander von Zemlinsky sobre un llibret del mateix compositor basat en l'obra Der Kreidekreis (1925) de Klabund, es recolzava al seu torn en una obra medieval d'origen xinès. L'òpera va ser escrita entre 1930 i 1931 i estrenada el 14 d'octubre de 1933 a l'Òpera de Zúric. Entre els cantants hi havia Artūrs Cavara, Maria Madlen Madsen Maria Bernhard-Ulbrich; Fred Destal, Georg Oeggl i Peter Klein; va ser dirigida per Robert Kolisko amb una direcció escènica de Karl Schmid-Bloss.
La història tracta d'una llegenda que gira al voltant de la justícia, l'amor i el destí, inspirada en una obra teatral xinesa del segle XIII. La música combina un lirisme propi del postromanticisme amb tocs d'orientalisme i influències del jazz. La trama aborda la pobresa, la corrupció del sistema judicial i les injustícies que pateixen els nens mentre els rics se’n beneficien. Aquesta trama va inspirar també Brecht en la seva obra El cercle de guix caucasià. A més, Klabund hi afegeix referències a l’univers wagnerià: Ton, el propietari d’una casa de te, s'havia castrat voluntàriament i ofereix als seus clients una espècie de Blumenmädchen.
S'havia anunciat l'estrena simultàniament en quatre teatres alemanys: Frankfurt, Berlín, Colònia i Nuremberg. A causa dels avantpassats jueus de Zemlinsky, això va esdevenir impossible quan els nazis van arribar al poder a principis de 1933. Això no obstant, l'obra va ser estrenada el gener de 1934 a Stettin, Coburg, Berlín i Nuremberg, i el febrer a Graz, gràcies a l'aixecament provisional de certes restriccions. L'òpera també fou representada a Praga i Bratislava.
L'Òpera de Zúric la va reviure el 2003. Una producció nova va ser escenificada a l'Òpera de Lió el gener de 2018 dirigida per Richard Brunel i dirigida musicalment per Lothar Koenigs.

## Personatges
| Rol                                                                                      | Tipus de veu | Repartiment estrena, 14 octubre 1933 Director: Robert Kolisko |
| ---------------------------------------------------------------------------------------- | ------------ | ------------------------------------------------------------- |
| Tchang-Haitang, una noia de la casa del te, segona muller de Ma                          | soprano      | Madlen Madsen                                                 |
| Yü-Pei, primera muller de Ma                                                             | mezzosoprano |                                                               |
| Ma, el recaptador d'impostos                                                             | baix         | Fred Destal                                                   |
| Princep Pao, un oficial honest                                                           | tenor        | Artūrs Cavara                                                 |
| Tschu-tschu, un jutge deshonest                                                          | baix         |                                                               |
| Tschao, oficial de tribunal de la llei                                                   | baix-baríton |                                                               |
| Tong, intermediari de matrimonis                                                         | baix-baríton |                                                               |
| Tschang-Ling, germà                                                                      | baríton      | Georg Oeggl                                                   |
| Tschang                                                                                  | mezzosoprano |                                                               |
| Hebamme (llevadora)                                                                      | mezzosoprano |                                                               |
| Ein Mädchen (una noia)                                                                   | soprano      |                                                               |
| 2 Kulis, empleats del tribunal, policia, soldats, noies de flor, un mestre de cerimònies |              |                                                               |

## Instrumentació
Piccolo (Doblant flauta 3), 2 flautes, 2 oboès, corn anglès, 2 clarinets en si bemoll/La (2n doblant requint), clarinet baix, saxòfon alt (doblant saxòfon tenor), 2 fagots (2n doblant contrafagot), 4 trompes, 3 trompetes, 3 trombons, tuba, timbales, percussió, arpa, celesta, banjo (doblant guitarra i mandolina), cordes
A l'escenari: flauta, arpa, pandereta

## Enregistrament
- 1991 (reeditat el 2013): Renate Behle (soprano), Gabriele Schreckenbach (alto), Plantilla:Illi (tenor), Roland Hermann (baríton), Gidon Saks (baríton), Reiner Goldberg (tenor), Warren Mok (tenor), Hans Helm (baríton), Celina Lindsley (soprano), Siegfried Lorenz (baríton), Gertrud Ottenthal (soprano), Kaja Borris (alto), Peter Matić (narrador), Uwe Peter (tenor); Radiofònic-Sinfonie-Orchester Berlín, Stefan Soltesz, Capriccio C5190[13]